# Колонья, Дарио
Дарио Алонцо Колонья (итал. Dario Alonzo Cologna; 11 марта 1986 года, Санта-Мария-Валь-Мюстаир, Граубюнден) — швейцарский лыжник, четырёхкратный олимпийский чемпион, чемпион мира 2013 года в скиатлоне, четырёхкратный обладатель Кубка мира (2008/09, 2010/11,2011/12 и 2014/15 годов), четырёхкратный обладатель малого Кубка мира по программе дистанционных дисциплин (2010/11, 2011/12, 2014/15 и 2017/18 годов), четырёхкратный победитель престижной лыжной многодневки Тур де Ски. Один из трёх 4-кратных олимпийских чемпионов в истории Швейцарии (наряду с гимнастом Жоржем Мизом и прыгуном с трамплина Симоном Амманом).

## Жизнь и карьера
Дарио Колонья родился в Валь-Мюстаире, сейчас живёт в Давосе. У него есть сестра и младший брат, Джанлука, который тоже выступает за лыжную сборную Швейцарии. Представитель ретороманского этнического меньшинства в Швейцарии. Дарио имеет двойное гражданство: швейцарское и итальянское, говорит на пяти языках: ретороманском, немецком (тирольском диалекте), итальянском, французском и английском. В пять лет Дарио Колонья начал заниматься горными лыжами. В 1999 году он перешёл в беговые лыжи. Колонья также активно занимался велоспортом и футболом. В юности Дарио Колонья выиграл многочисленные медали на национальном уровне. В 2004 году впервые принял участие в чемпионате мира по лыжным видам спорта среди юниоров: в норвежском Стрюне гонку на 10 километров свободным стилем он закончил 24. Год спустя Колонья в финском Рованиеми занял 23 место в 10-километровой гонке и 29 место в гонке преследования.
Его первая международная медаль заработана на чемпионате мира по лыжным видам спорта среди юниоров 2006 года в словенском Кранье. Он завоевал бронзу в гонке на 10 км классикой, финишировав вслед за Петтером Нортугом и Мартином Якшом.
Сезон 2006/07
В сезоне 2006/07 на счету Колоньи четыре подиума в Альпийском Континентальном кубке (OPA Cup), в том числе победа в австрийском Обертилиахе в 10-километровой гонке вольным стилем. В конце сезона он выиграл общий зачёт Альпийского кубка. На чемпионате мира среди юниоров-U23 в Тарвизио Дарио выиграл гонку преследования, обойдя своего соотечественника Кюрдина Перля. Также на 15-километровке вольным стилем он завоевал свою вторую золотую медаль. В этом сезоне Колонья выиграл лыжный марафон Энгадине, и благодаря победе на 50-километровке классическим ходом о швейцарском чемпионе впервые заговорили на высоком уровне.
Первой гонкой Кубка мира для швейцарца стал старт в Куусамо, прошедший в ноябре 2006 года, однако до финиша Дарио добраться не смог, а первой гонкой, по результатам которой он был классифицирован стала гонка на 15 км в эстонском Отепя, где Колонья стал 37-м.
Сезон 2007/08
В сезоне 2007/08 в российском Рыбинске Колонья закончил гонку на 30 км свободным стилем на восьмом месте и в первый раз вошёл в первую десятку на соревнованиях Кубка мира. На чемпионате мира в Бормио он пробился на четвёртое место в прологе на 3,3 км вольным стилем, что стало его лучшим результатом в этом сезоне. На Чемпионате мира среди юниоров-U23 Колонья выиграл свою третью золотую медаль, победив на 30-километровке вольным стилем.
Сезон 2008/09
В сезоне 2008/09 Дарио Колонья выиграл престижную многодневку «Тур де Ски», а также победил в общем зачёте Кубка Мира, став первым швейцарцем, достигшим подобных результатов.
Сезон 2009/10
15 февраля 2010 года, Колонья на Зимних Олимпийских играх в Ванкувере стал олимпийским чемпионом на дистанции 15 км свободным стилем. Он является пока единственным швейцарским лыжником, который стоял на верхней ступени олимпийского пьедестала. 28 февраля 2010 года Колонья имел возможность завоевать свою вторую олимпийскую медаль в марафоне на 50 км классическим ходом, однако упал в последнем повороте в 200 метрах от финиша из-за льда на участке трассы и в итоге стал лишь десятым. В общем зачёте Кубка мира, который выиграл норвежец Петтер Нортуг, он занял четвёртое место.
Сезон 2010/11
В пост-олимпийском сезоне 2010/11 Дарио удалось повторить предыдущие успехи. Он выиграл «Тур де Ски», опередив Петтера Нортуга и чеха Лукаша Бауэра, победителя прошлого года, а также Большой хрустальный глобус и Малый хрустальный глобус в дистанционном Кубке мира. Вот только на чемпионате мира 2011 в норвежском Хольменколлене ему не удалось завоевать ни одной медали. На этапе Кубка Мира в Ла Клуза (Франция) один-единственный раз в своей карьере Дарио с товарищами по сборной Ремо Фишером, Курдином Перлом и Тони Ливерсом, одержали победу в эстафете.
Сезон 2011/12
В сезоне 2011/12 Колонья впервые в карьере на Кубке мира выигрывает спринтерскую гонку, которая проходила 18 декабря в словенской Рогле. 8 января 2012 года в итальянском Валь-ди-Фьемме оформил свой третий титул в лыжной многодневке «Тур де Ски», финишировав в последней гонке на горе Альпе де Чермис впереди Маркуса Хельнера и Петтера Нортуга. Дарио Колонья стал первым лыжником, добившимся подобного успеха. Кроме того, победа в Туре позволила Дарио возглавить общий зачёт Кубка мира.
На этапе Кубка мира в эстонском Отепя, который проходил 21-22 января, впервые в кубковой карьере Дарио оформил золотой дубль, выиграв спринт и дистанцию в рамках одного соревновательного уик-энда.
В генеральной классификации Дарио Колонья стал лучшим в третий раз в своей карьере, набрав 2216 очков, что является наилучшим результатом в истории, и опередил занявшего второе место Девона Кершоу на 750 баллов.  После триумфа в сезоне 2011/2012 Дарио занимает третье место в рейтинге общих побед в Кубке мира, уступая норвежцу Бьорну Дэли (6 побед) и шведу Гунде Свану (5 побед).
Сезон 2012/13
В январе 2013 года он был избран лучшим швейцарским спортсменом 2012 года.
В 2013 году на Чемпионате мира в Валь-ди-Фьемме Колонья завоевал свою первую золотую медаль, выиграв скиатлон. Благодаря этой победе Дарио стал самым титулованным лыжником по количеству выигранных турниров (Олимпийские игры, Чемпионат мира, Тур де Ски и Общий зачет Кубка мира). В марафоне на 50 км он завоевал серебро, уступив победное золото шведу Юхану Ульссону.
Сезон 2013/14
Начало сезона 2014 года сложилось для Дарио неудачно – перед самым стартом Кубка мира он травмировал ногу. Пришлось делать операцию, пропускать соревнования Кубка мира и корректировать планы подготовки к главному старту этого сезона. На Олимпиаде в Сочи, несмотря на травму, Дарио выиграл скиатлон 15+15 км К/С и гонку с раздельным стартом на 15 км классическим стилем. Таким образом Дарио стал трёхкратным олимпийским чемпионом. Досрочно завершил сезон от возобновления травмы.
Сезон 2014/15
За всю свою карьеру Дарио ни разу не удавалось одержать победу на родной швейцарской земле. 13 декабря 2014 года в Давосе в гонке классическим стилем на 15 км, в рамках Кубка мира, Дарио применил технику даблполинг, пройдя всю дистанцию на руках, используя только мышечную силу рук, надеясь одержать победу. К сожалению эксперимент закончился лишь третьим местом на подиуме.
В Тур де Ски в этом сезоне Дарио занял 4 место, поднимаясь на подиум дважды: в Оберстдорфе в прологе 4,4 км свободным стилем он занял первое место и в Валь-ди-Фьемме в масс-старте на 15 км классикой - 3 место.
На шестом этапе Кубка Мира, который проходил в Рыбинске с 23 по 25 января, Дарио собрал хороший урожай: первое место в гонке с раздельным стартом на 15 км коньком и второе место в скиатлоне.
На Чемпионате Мира в Фалуне Дарио завоевал серебряную медаль в скиатлоне.
На заключительном этапе Кубка Мира, в марафоне на 50 км свободным стилем, который прошёл 14 марта в Хольменколлене, Дарио занял 2 место, проиграв Шуру Рёте на финише мысок ботинка.
В общем зачёте Кубка Мира  Дарио занял 1 место,  после того, как 20 июля 2016 года за нарушение антидопинговых правил был дисквалифицирован и лишён титула Мартин Йонсруд Сундбю. В дистанционном зачёте - 1 место, третий малый хрустальный глобус.
Сезон 2016/17
В январе 2017 года Колонья занял третье место в общем зачёте Тур де Ски, при этом сумев пробиться на подиум всего на одном этапе — в Оберстдорфе.

## Результаты

### Олимпийские игры
| Олимпийские игры | Спринт | Командный спринт | 15 км раздельный старт | 15+15 км скиатлон | 50 км масс-старт | Эстафета |
| ---------------- | ------ | ---------------- | ---------------------- | ----------------- | ---------------- | -------- |
| 2010 Ванкувер    | —      | 11               | 1                      | 13                | 10               | 10       |
| 2014 Сочи        | 26     | —                | 1                      | 1                 | 27               | —        |
| 2018 Пхёнчхан    | —      | 11               | 1                      | 6                 | 9                | 11       |
| 2022 Пекин       | —      | —                | 44                     | —                 | 14               | 7        |

### Чемпионаты мира по лыжным видам спорта
| Чемпионат мира      | Спринт | Командный спринт | 15 км раздельный старт | 15+15 км скиатлон | 50 км масс-старт | Эстафета |
| ------------------- | ------ | ---------------- | ---------------------- | ----------------- | ---------------- | -------- |
| 2009 Либерец        | 4      | —                | 6                      | 41                | —                | 7        |
| 2011 Хольменколлен  | 9      | —                | 25                     | 24                | 20               | 9        |
| 2013 Валь-ди-Фьемме | —      | —                | 8                      | 1                 | 2                | 6        |
| 2015 Фалун          | —      | —                | 18                     | 2                 | 6                | 5        |
| 2017 Лахти          | —      | —                | —                      | —                 | 7                | 4        |
| 2019 Зефельд        | —      | —                | 6                      | 14                | 7                | 8        |
| 2021 Оберстдорф     | —      | —                | 13                     | 10                | 9                | 5        |

### Кубок мира
| Номер | Дата                      | Место проведения                                             | Дисциплина                                            | Место    |
| ----- | ------------------------- | ------------------------------------------------------------ | ----------------------------------------------------- | -------- |
| 1     | 6 дек 2008                | Ла-Клюз                                                      | Масс-старт, 30 км, свободный стиль                    | 2 место  |
| 2     | 27 дек 2008               | Оберхоф                                                      | Пролог, 3,75 км, свободный стиль                      | 2 место* |
| 3     | 28 дек 2008               | Оберхоф                                                      | Гонка с гандикапом, 15 км, классический стиль         | 1 место* |
| 4     | 27 дек 2008 - 4 янв 2009  | Оберхоф Прага Нове-Место-на-Мораве Валь-ди-Фьемме            | Тур де Ски                                            | 1 место  |
| 5     | 20 мар 2009               | Фалун                                                        | Гонка с раздельным стартом, 3,3 км, свободный стиль   | 2 место* |
| 6     | 21 мар 2009               | Фалун                                                        | Дуатлон, 20 км                                        | 1 место* |
| 7     | 18 мар 2009 - 22 мар 2009 | Стокгольм Фалун                                              | Финал Кубка мира                                      | 1 место  |
| 8     | 6 янв 2010                | Кортина-д’Ампеццо-Тоблах                                     | Гонка с гандикапом, 35 км, свободный стиль            | 2 место* |
| 9     | 1 янв 2010 - 10 янв 2010  | Оберхоф Прага Кортина-д’Ампеццо Тоблах Валь-ди-Фьемме        | Тур де Ски                                            | 3 место  |
| 10    | 5 фев 2010                | Канмор                                                       | Гонка с раздельным стартом, 15 км, свободный стиль    | 3 место  |
| 11    | 6 фев 2010                | Канмор                                                       | Спринт, классический стиль                            | 3 место  |
| 12    | 15 фев 2010               | Ванкувер ОИ 2010                                             | Гонка с раздельным стартом, 15 км, свободный стиль    | 1 место  |
| 13    | 19 мар 2010               | Фалун                                                        | Гонка с раздельным стартом, 3,3 км, свободный стиль   | 1 место* |
| 14    | 20 ноя 2010               | Елливаре                                                     | Гонка с раздельным стартом, 15 км, свободный стиль    | 2 место  |
| 15    | 27 ноя 2010               | Куусамо                                                      | Гонка с раздельным стартом, 10 км, классический стиль | 1 место* |
| 16    | 26 ноя 2010 - 28 ноя 2010 | Куусамо                                                      | Nordic Opening                                        | 2 место  |
| 17    | 12 дек 2010               | Давос                                                        | Спринт, свободный стиль                               | 3 место  |
| 18    | 1 янв 2011                | Оберхоф                                                      | Гонка с гандикапом, 15 км, классический стиль         | 1 место* |
| 19    | 2 янв 2011                | Оберсдорф                                                    | Спринт, классический стиль                            | 3 место* |
| 20    | 3 янв 2011                | Оберсдорф                                                    | Дуатлон, 20 км                                        | 2 место* |
| 21    | 5 янв 2011                | Тоблах                                                       | Спринт, свободный стиль                               | 2 место* |
| 22    | 6 янв 2011                | Тоблах                                                       | Гонка с гандикапом, 35 км                             | 1 место* |
| 23    | 8 янв 2011                | Валь-ди-Фьемме                                               | Масс-старт, 20 км, классический стиль                 | 2 место* |
| 24    | 31 дек 2010 - 9 янв 2011  | Оберхоф Оберсдорф Кортина-д’Ампеццо Тоблах Валь-ди-Фьемме    | Тур де Ски                                            | 1 место  |
| 25    | 12 фев 2011               | Лахти                                                        | Дуатлон, 20 км                                        | 1 место  |
| 26    | 16 мар 2011 - 20 мар 2011 | Стокгольм Фалун                                              | Финал Кубка мира                                      | 3 место  |
| 27    | 25 ноя 2011 - 27 ноя 2011 | Куусамо                                                      | Nordic Opening                                        | 2 место  |
| 28    | 17 дек 2011               | Рогла                                                        | Масс-старт, 15 км, классический стиль                 | 2 место  |
| 29    | 18 дек 2011               | Рогла                                                        | Спринт, свободный стиль                               | 1 место  |
| 30    | 29 дек 2011               | Оберхоф                                                      | Пролог, 3,75 км, свободный стиль                      | 2 место* |
| 31    | 30 дек 2011               | Оберхоф                                                      | Гонка с гандикапом, 15 км, классический стиль         | 3 место* |
| 32    | 1 янв 2012                | Оберсдорф                                                    | Скиатлон, 20 км                                       | 2 место* |
| 33    | 3 янв 2012                | Кортина-д’Ампеццо                                            | Гонка с раздельным стартом, 5 км, классический стиль  | 3 место* |
| 34    | 4 янв 2012                | Кортина-д’Ампеццо                                            | Спринт, свободный стиль                               | 3 место* |
| 35    | 5 янв 2012                | Кортина-д’Ампеццо-Тоблах                                     | Гонка с гандикапом, 35 км, свободный стиль            | 1 место* |
| 36    | 7 янв 2012                | Валь-ди-Фьемме                                               | Масс-старт, 20 км, классический стиль                 | 3 место* |
| 37    | 29 дек 2011 - 8 янв 2012  | Оберхоф Оберсдорф Кортина-д’Ампеццо Тоблах Валь-ди-Фьемме    | Тур де Ски                                            | 1 место  |
| 38    | 21 янв 2012               | Отепя                                                        | Спринт, классический стиль                            | 1 место  |
| 39    | 22 янв 2012               | Отепя                                                        | Гонка с раздельным стартом, 15 км, классический стиль | 1 место  |
| 40    | 11 фев 2012               | Нове-Место-на-Мораве                                         | Масс-старт, 30 км, классический стиль                 | 2 место  |
| 41    | 18 фев 2012               | Шклярска-Поремба                                             | Гонка с раздельным стартом, 15 км, классический стиль | 2 место  |
| 42    | 3 мар 2012                | Лахти                                                        | Скиатлон, 30 км                                       | 1 место  |
| 43    | 10 мар 2012               | Хольменколлен                                                | Марафон, 50 км, классический стиль                    | 2 место  |
| 44    | 16 мар 2012               | Фалун                                                        | Гонка с раздельным стартом, 3,3 км, свободный стиль   | 2 место* |
| 45    | 17 мар 2012               | Фалун                                                        | Масс-старт, 15 км, классический стиль                 | 1 место* |
| 46    | 14 мар 2012 - 18 мар 2012 | Стокгольм Фалун                                              | Финал Кубка мира                                      | 1 место  |
| 47    | 02 дек 2012               | Куусамо                                                      | Гонка с гандикапом, 15 км, классический стиль         | 2 место* |
| 48    | 03 янв 2013               | Кортина-д’Ампеццо-Тоблах                                     | Гонка с гандикапом, 35 км, свободный стиль            | 3 место* |
| 49    | 04 янв 2013               | Тоблах                                                       | Гонка с раздельным стартом, 5 км, классический стиль  | 3 место* |
| 50    | 29 дек 2012 - 6 янв 2013  | Оберхоф Валь-Мюстаир Кортина-д’Ампеццо Тоблах Валь-ди-Фьемме | Тур де Ски                                            | 2 место  |
| 51    | 20 янв 2013               | Ла-Клюз                                                      | Масс-старт, 15 км, классический стиль                 | 3 место  |
| 52    | 01 фев 2013               | Сочи                                                         | Спринт, свободный стиль                               | 2 место  |
| 53    | 02 фев 2013               | Сочи                                                         | Скиатлон, 30 км                                       | 1 место  |
| 54    | 16 фев 2013               | Давос                                                        | Спринт, классический стиль                            | 2 место  |
| 55    | 17 фев 2013               | Давос                                                        | Гонка с раздельным стартом, 15 км, свободный стиль    | 2 место  |
| 56    | 23 фев 2013               | Валь-ди-Фьемме ЧМ 2013                                       | Скиатлон, 15+15 км                                    | 1 место  |
| 57    | 3 мар 2013                | Валь-ди-Фьемме ЧМ 2013                                       | Марафон, 50 км, классический стиль                    | 2 место  |
| 58    | 1 фев 2014                | Тоблах                                                       | Гонка с раздельным стартом, 15 км, классический стиль | 2 место  |
| 59    | 9 фев 2014                | Сочи ОИ 2014                                                 | Скиатлон, 15+15 км                                    | 1 место  |
| 60    | 14 фев 2014               | Сочи ОИ 2014                                                 | Гонка с раздельным стартом, 15 км, классический стиль | 1 место  |
| 61    | 13 дек 2014               | Давос                                                        | Гонка с раздельным стартом, 15 км, классический стиль | 2 место  |
| 62    | 3 янв 2015                | Оберстдорф                                                   | Пролог Тур де Ски, 4,4 км, свободный стиль            | 1 место* |
| 63    | 10 янв 2015               | Валь-ди-Фьемме                                               | Масс-старт, 15 км, классический стиль                 | 3 место* |
| 64    | 23 янв 2015               | Рыбинск                                                      | Гонка с раздельным стартом, 15 км, свободный стиль    | 1 место  |
| 65    | 25 янв 2015               | Рыбинск                                                      | Скиатлон, 15+15 км                                    | 2 место  |
| 66    | 21 фев 2015               | Фалун ЧМ 2015                                                | Скиатлон, 15+15 км                                    | 2 место  |
| 67    | 14 мар 2015               | Осло                                                         | Марафон, 50 км, свободный стиль                       | 2 место  |
| 68    | 28 ноя 2015               | Куусамо                                                      | 10 км, свободный стиль                                | 3 место  |
| 69    | 6 янв 2016                | Оберстдорф                                                   | Масс-старт, 15 км, классический стиль                 | 2 место* |
| 70    | 3 янв 2017                | Оберстдорф                                                   | Скиатлон, 10+10 км                                    | 3 место* |
| 71    | 31 дек 2016 - 8 янв 2017  | Валь-Мюстаир Оберстдорф Тоблах Валь-ди-Фьемме                | Тур де Ски                                            | 3 место  |
| 72    | 31 дек 2017               | Ленцерхайде                                                  | Гонка с раздельным стартом, 15 км, классический стиль | 1 место* |
| 73    | 1 янв 2018                | Ленцерхайде                                                  | Гонка с гандикапом, 15 км, свободный стиль            | 1 место* |
| 74    | 30 дек 2017 - 7 янв 2018  | Ленцерхайде Оберстдорф Валь-ди-Фьемме                        | Тур де Ски                                            | 1 место  |
| 75    | 28 янв 2018               | Зефельд                                                      | Масс-старт, 15 км, свободный стиль                    | 1 место  |
| 76    | 16 фев 2018               | Пхёнчхан ОИ 2018                                             | Гонка с раздельным стартом, 15 км, свободный стиль    | 1 место  |
| 77    | 10 мар 2018               | Осло                                                         | Марафон, 50 км, свободный стиль                       | 1 место  |
| 78    | 16 мар 2018 - 18 мар 2018 | Фалун                                                        | Финал Кубка мира                                      | 3 место  |
| 79    | 15 дек 2019               | Давос                                                        | Гонка с раздельным стартом, 15 км, свободный стиль    | 3 место  |

Гонки Чемпионатов Мира и Олимпийских Игр не входят в программу Кубка Мира
- — на этапах многодневок

Кубок мира, Команда (1)
| Номер | Дата            | Место    | Дисциплина         |
| ----- | --------------- | -------- | ------------------ |
| 1.    | 19 декабря 2010 | Ля Клуза | Эстафета, 4x10 км1 |

1 с Тони Ливерсом, Ремо Фишером и Кюрденом Перлем

Олимпийские игры
- Ванкувер 2010: Золото — Раздельный старт, 15 км, свободный стиль
- Сочи 2014: Золото — Скиатлон 15 + 15 км, КС/СС
- Сочи 2014: Золото — Раздельный старт, 15 км, классический стиль
- [sportnaviny.com/archives/54817 Пхенчхан 2018: Золото - Раздельный старт, 15 км, свободный стиль]

Чемпионат мира
- Валь ди Фиемме 2013: Золото — Скиатлон, 15+15 км

Другие гонки
- Эндагин 2007, 2010: Лыжный марафон